# Harry Barron
Harry Barron (11 août 1847 - 27 mars 1921) est un officier de l'armée britannique qui est gouverneur de Tasmanie de 1909 à 1913 et gouverneur d'Australie-Occidentale de 1913 à 1917.

## Biographie
Barron est né en 1847 et fréquente la Stubbington House School . En 1877, il épouse Clara Emily, fille du major général T. Conyngham Kelly et ils ont une fille.
Barron est gouverneur de Tasmanie de 1909 à 1913 et Gouverneur d'Australie-Occidentale de 1913 à 1917.
En 1920, il est nommé colonel commandant de la Royal Artillery.